# Sinagoga Hurva
La singagoga Hurva, (in ebraico בית הכנסת החורבה‎?, Beit ha-Knesset ha-Hurva, sinagoga la rovina), conosciuta anche come Hurvat Rabbi Yehudah heHasid ("La rovina del rabbino Judah il Pio"), è una storica sinagoga situata nel quartiere ebraico della Città Vecchia di Gerusalemme.
Fu costruita all'inizio del XVIII secolo dai seguaci di Judah heHasid, ma fu distrutta dai creditori arabi nel 1721. Rimase in rovina per oltre 140 anni e fu conosciuta appunto come Hurva (rovina). Nel 1864, il Perushim la ricostruì, e le venne attribuito il nome ufficiale di sinagoga di Beis Yaakov, ma rimase famosa come Hurva. Divenne la principale sinagoga ashkenazita di Gerusalemme finché non fu nuovamente distrutta dalla Legione araba dopo il ritiro delle truppe israeliane da Gerusalemme durante la guerra arabo-israeliana del 1948.
A seguito della guerra dei sei giorni nel 1967, la città passò in mani israeliane e vennero proposti numerosi progetti di ricostruzione. Dopo molti anni di indecisione, nel 1977, fu eretto un arco commemorativo nel sito dell'antica sinagoga. Il governo israeliano approvò nel 2000 il piano di ricostruzione della sinagoga che fu consacrata il 15 marzo 2010.

## Storia

### L'arrivo di Judah heHasid a Gerusalemme
Il 14 ottobre 1700, un gruppo di circa 500 ebrei ashkenaziti, guidati da Judah heHasid, giunse a Gerusalemme dall'Europa orientale. Erano in gran parte mistici che intendevano anticipare l'era messianica stabilendosi a Gerusalemme e conducendo una vita ascetica. Alcuni giorni dopo il loro arrivo in città, heHasid morì e la comunità, rimasta senza alcun leader, cominciò a disintegrarsi e molti ritornarono ai loro paesi di origine.
I rimanenti intrapresero la costruzione di circa quaranta abitazioni e una piccola sinagoga nella zona ashkenazita della città. Poco dopo, si impegnarono a costruire una sinagoga più grande, ma il progetto si rivelò costoso. Dovettero, inoltre, corrompere le autorità ottomane affinché consentissero la costruzione.
I costi imprevisti e altre imposte prosciugarono i fondi costringendo gli ashkenaziti ad indebitarsi e a chiedere ingenti prestiti agli arabi. Le successive minacce dei creditori spinse la comunità ad inviare un meshulach (emissario rabbinico) all'estero in cerca di fondi per il rimborso dei prestiti. Alla fine del 1720 i debiti non erano ancora stati ripagati e i creditori arabi diedero alle fiamme la sinagoga e tutti gli ashkenaziti furono banditi dalla città. Nel corso del tempo, nel cortile antistante, furono costruiti negozi e altre attività commerciali, ma la sinagoga rimase in macerie e divenne nota come "la rovina del rabbino Judah heHasid".

### Gli sforzi del Perushim
Tra il 1808 e il 1812 un altro gruppo di asceti ebrei, noto come Perushim, si trasferì in Palestina dalla Lituania. Erano discepoli di Gaon di Vilna e si stabilirono inizialmente nella città di Safad, a nord, ma erano intenzionati a trasferirsi a Gerusalemme e riappropriarsi del settore ashkenazita. Erano tuttavia preoccupati che i discendenti dei creditori arabi indendessero riscuotere i crediti secolari contratti dai loro avi e che un nuovo gruppo di immigrati ebrei avrebbe ereditato la responsabilità del rimborso.
Tuttavia, alla fine del 1815, il leader del Perushim, il rabbino Menachem Mendel di Shklov, giunse a Gerusalemme assieme ad un gruppo di seguaci con l'obiettivo di ricostruire la sinagoga di heHasid. Con questo progetto intendevano suggellare il ritorno della presenza ashkenazita in città. Ricostruire una delle rovine di Gerusalemme avrebbe avuto anche un significato kabbalistico: la restaurazione di un edificio precedentemente distrutto avrebbe rappresentato il primo passo di ricostruzione dell'intera città, un presupposto per l'arrivo del Messia.
Nel 1816, presso Costantinopoli, il Perushim cercò invano di ottenere un decreto imperiale che impedisse agli arabi residenti a Gerusalemme di riscuotere i debiti contratti dagli ebrei un secolo prima. Un anno dopo, alcune personalità del gruppo, tra cui Avraham Shlomo Zalman Zoref - un orefice nato in Lituania - e Soloman Pach, si recarono a Costantinopoli, con i medesimi intenti, ma fu solo tre anni più tardi, nel 1819, che i loro sforzi raggiunsero l'obiettivo e i debiti vennero annullati. Il gruppo ottenne un documento legale che interessava l'intero sito acquisito da Judah heHasid nel 1700. L'area includeva le abitazioni in rovina e i negozi costruiti dagli eredi dei creditori.
Tuttavia, l'obiettivo raggiunto da Zoref e Pach non era sufficiente: avrebbero dovuto assicurasi un altro decreto che consentisse la costruzione di una sinagoga. Le due delegazioni successive, nel 1820 e nel 1821, fallirono nell'obiettivo.
Negli anni successivi il Perushim, non ancora ottenuto il permesso di costruire, decise di far valere un vecchio decreto accordato alla comunità ebraica nel 1623 il quale affermava che non era proibita la costruzione di edifici nei loro quartieri. Dopo aver ricevuto un ulteriore documento di accompagnamento dal qadi di Gerusalemme nel marzo 1824, divenne possibile iniziare a ricostruire le abitazioni all'interno cortile. Nella realtà però, i lavori non iniziarono mai perché gli ebrei non erano di fatto in grado di esercitare la propria autorità sui terreni: gli occupati arabi si opponevano e il governo locale non faceva rispettare la proprietà del cortile.
Nel 1825, Zalman Shapira si recò nuovamente in Europa. Sperava di assicurarsi il decreto che avrebbe posto il cortile in possesso del Perushim, e anche di raccogliere fondi per coprire i costi sostenuti nel tentativo di riscattare il terreno. La sua missione, però, non riuscì, come anche quella tentata nel 1829 da Zoref.

#### L'Egitto approva la costruzione
Con l'annessione di Gerusalemme all'Egitto nel 1831, sorse una nuova opportunità per il Perushim. Venne richiesta l'intercessione di Mehmet Ali in persona, ma questa non giunse mai, anche per via del Patto di Omar il quale stabiliva severe restrizioni sulla costruzione e sulla riparazione di luoghi di culto non musulmani. Tuttavia, cinque mesi dopo il terremoto del maggio 1834, il divieto fu allentato e i sefarditi furono autorizzati a svolgere opere di riparazione alle sinagoghe esistenti. Questo consenso diede luogo ad ulteriori sforzi da parte degli ashkenaziti per ricevere l'autorizzazione a ricostruire la loro.
Il 23 giugno 1836 Zoref, dopo un viaggio in Egitto, avuto l'appoggio preventivo dei consoli austriaco e russo ad Alessandria, ottenne il tanto atteso "firman", cioè la concessione a costruire. Si narra che sia riuscito a ottenere il sostegno del console austriaco e di Mehmet Ali invocando il nome del barone Salomon Mayer von Rothschild di Vienna. Mehmet Ali sperava che, concedendo il permesso di ricostruire la sinagoga, Rothschild sarebbe stato disposto ad intraprendere legami finanziari e politici con lui, che a propria volta avrebbe assicurato il sostegno politico dell'Austria e della Francia. Appena Zoref ottenne il firman, contattò immediatamente Zvi Hirsch Lehren dell'Organizzazione dei chierici a Amsterdam, chiedendo che i fondi che suo fratello aveva impegnato a costruire le sinagoghe in Palestina venissero utilizzati per la sinagoga. Ma Lehren aveva dubbi su cosa esattamente permettesse il firman. L'autorizzazione esplicita per la costruzione di una sinagoga era, infatti, assente.

#### La sinagoga di Menachem Zion
Nonostante i dubbi di Lehren, il Perushim, in possesso del firman, iniziò a rimuovere le macerie dal cortile della sinagoga nel settembre del 1836. A mano a mano che i resti dell'antica sinagoga venivano alla luce, si scoprirono alcuni vecchi documenti risalenti al 1579, firmati da Moses Najara. Dopo molte discussioni, si decise di non ricostruire sopra le rovine ma di erigere, inizialmente, una piccola struttura sul limitare del settore ashkenazita. I creditori arabi, che si rifiutavano di rinunciare ai crediti contratti secoli prima, continuavano ad interferire con i lavori. Zoref, sostenendo che gli ashkenaziti presenti a quel tempo a Gerusalemme non erano in alcun modo legati a coloro che avevano contratti debiti alla fine del XVIII secolo, fu costretto a comparire in tribunale chiedendo un'ulteriore sentenza che annullasse i debiti, riuscendo ad ottenerla. Ciononostante fu costretto a pagare tangenti annuali ai creditori arabi affinché consentissero le opere di costruzione.
Nel 1851 la comunità ebraica smise di pagare le tangenti; poco dopo Zoref fu aggredito, colpito alla testa con una spada e morì tre mesi dopo. Tuttavia, nel gennaio 1837, il Perushim inaugurò la sinagoga di Menachem Zion nell'angolo nord-occidentale del cortile. Nel 1854 fu costruita una seconda sinagoga più piccola all'interno del quartiere. Il luogo originale dove sorgeva la moschea di heHasid rimase in rovina.

### Ricostruzione sulle rovine di heHasid: 1857-1864
All'inizio del 1850, il Perushim volle tentare di costruire la sinagoga sul sito originale di heHasid. Dopo la guerra di Crimea c'era la volontà, da parte del governo britannico, di usare la propria influenza a Costantinopoli per intercedere a favore degli ebrei di Gerusalemme. Il 13 luglio 1854, James Finn del consolato britannico a Gerusalemme scrisse all'ambasciatore britannico a Costantinopoli esponendo il desideri della comunità ashkenazita di costruire una nuova sinagoga. Scrisse che i fondi per la costruzione erano stati raccolti da Moses Montefiore dodici anni prima. Accluse il firman di 150 anni prima, che autorizzava gli ebrei ashkenaziti a ricostruire la loro sinagoga. I membri della famiglia Amzalag, possessori dell'appezzamento, designarono il rabbino Hirschell, figlio del capo rabbino di Gran Bretagna, Solomon Hirschell, per negoziare il trasferimento. Il consolato britannico accettò di prestare il proprio benestare al contratto per evitare possibili intrusioni da parte dei turchi. La discussione verteva sul fatto se la costruzione di una sinagoga sul sito avrebbe rappresentato la riparazione di un vecchio luogo di culto o la creazione di uno nuovo; nel secondo caso, i turchi avrebbero dovuto rilasciare una licenza speciale. Ciò fu possibile grazie agli sforzi di Francis Napier e Stratford Canning, ambasciatori britannici presso la Sublime Porta, che assicurarono il firman necessario nel 1854 che fu consegnato nel luglio 1855 a Montefiore il quale la consegnò a propria volta durante la sua quinta visita a Gerusalemme nel 1857.
Ottenuta l'autorizzazione, la cerimonia di posa della prima pietra si svolse l'ultimo giorno di Hanukkah del 1855. Il 22 aprile 1856, la pietra angolare fu posata in presenza del rabbino capo di Gerusalemme, Shmuel Salant. Salant contribuì ad incrementare i finanziamenti, attraverso un viaggio in Europa nel 1860 e ottenendo grandi donazioni, in particolare da Montefiore. Alcune delle pietre utilizzate nella costruzione dell'edificio furono acquistate dalla Industrial Plantation, società che impiegava ebrei indigenti per l'estrazione e la modellazione dei blocchi. Il 7 maggio 1856 il console Finn ispezionò il sito dopo aver ricevuto alcune denunce dai musulmani, i quali sospettavano l'apertura di finestre verso una moschea.
Sebbene originariamente la comunità possedesse una somma con cui sperava di pagare per l'intero edificio, le spese aumentarono. I lavori di costruzione avanzavano lentamente per mancanza di fondi e la comunità si trovò presto a dover organizzare collette in tutto il mondo. Un emissario, Jacob Saphir, partì per l'Egitto nel 1857 e tornò nel 1863 dopo aver visitato Yemen, India, Giava, Australia, Nuova Zelanda e Ceylon. La donazione maggiore pervenne da Ezechiel Reuben, un ricco ebreo sefardita di Baghdad, che donò 100 000 piastri. I suoi figli, Menashe e Sasson, integrano la sua donazione con altro denaro. Le donazioni della famiglia Reuben coprirono più della metà del costo. Ciò rappresentava un passo importante verso l'unità delle comunità sefardita e ashkenazita della città. Un altro importante donatore fu Federico Guglielmo IV di Prussia, il cui nome fu inciso sopra l'ingresso della sinagoga assieme a quelli degli altri benefattori. In tutta l'Europa occidentale, gli emissari cercavano donazioni utilizzando lo slogan: "Merit eternal life with one stone".
Con l'arrivo dei nuovi fondi, il lavoro poté procedere. Nel 1862 fu completato il soffitto a cupola e il rabbino Yeshaya Bardaki, capo della comunità ashkenazita, piazzò l'ultima pietra della cupola. Due anni dopo, nel 1864, la nuova sinagoga fu inaugurata. Era presente Baron Alphonse James de Rothschild, che otto anni prima aveva avuto l'onore di poggiare la prima pietra. L'edificio fu ufficialmente chiamato Beis Yaakov ("Casa di Giacobbe") in memoria di James Mayer de Rothschild, il cui figlio Edmond James de Rothschild aveva dedicato gran parte della propria vita a sostenere gli ebrei della Palestina. Tuttavia, i locali continuarono a riferirsi all'edificio come Hurva. Come segno di gratitudine al governo britannico per il suo coinvolgimento, il console britannico James Finn, fu invitato alla cerimonia.

#### Struttura

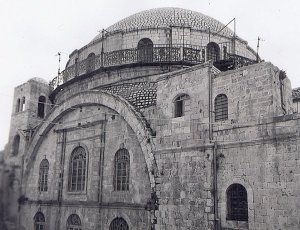
Facciata nord, 1930 circa.

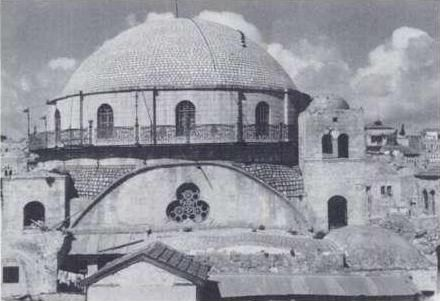
Facciata est, 1930 circa.

La sinagoga fu progettata e costruita sotto la supervisione di Assad Effendi, architetto ufficiale del sultano. Costruita in stile bizantino di rinascita, era sostenuta da quattro pilastri massicci sui quali poggiava la grande cupola. La facciata era ricoperta di pietra finemente scolpita e incorporava archi di 12,5 m. L'altezza della sinagoga era di circa 16 m e alla cima della cupola era di 24 m. Dodici finestre erano collocate intorno alla base della cupola, circondata da una veranda che offriva una bella vista sulla Città Vecchia e della zona intorno a Gerusalemme. Essendo una delle strutture più alte della Città Vecchia, era visibile per chilometri.

#### Interno
La sala di preghiera della sinagoga era raggiungibile tramite un ingresso protetto da tre porte di ferro. Lunghezza e larghezza erano, rispettivamente, di circa 15,5 m e 14 m. La sezione femminile si trovava nelle gallerie, lungo i tre lati della cappella, tranne per la parte orientale. L'accesso alle gallerie era accessibile attraverso i colonnati situati agli angoli dell'edificio.
L'arca aveva la capacità di ospitare fino a 50 rotoli della Torah, era costruita su due livelli e fiancheggiata da quattro colonne corinzie circondate da sculture di legno barocche raffiguranti fiori e uccelli. L'arca e i cancelli ornamentali furono prelevati dalla sinagoga di Nikolayevsky a Kherson, in Russia che era stata usata dai comandanti ebrei russi costretti a trascorrere venticinque anni nell'esercito russo imperiale. Sopra l'arca era presente una finestra triangolare ad angoli arrotondati. A destra e di fronte si trovava il podio del cantore che fu progettato come una versione in miniatura dell'arca.

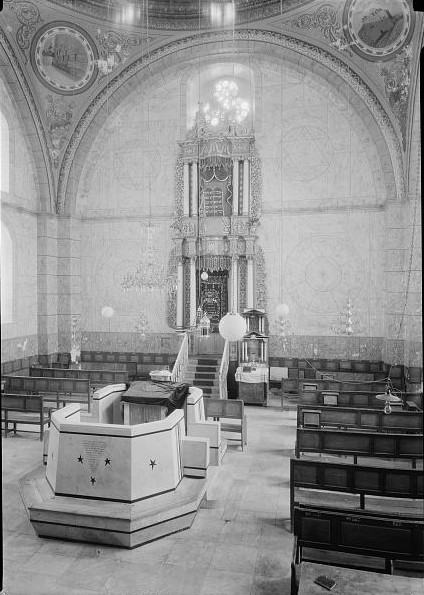
L'interno della sinagoga, 1935 circa.

Il centro della sinagoga originariamente conteneva un'alta bimah in legno, ma fu sostituita successivamente con una piattaforma piatta coperta di marmo.
Numerosi lampadari di cristallo pendevano dalla cupola. La cupola stessa era dipinta di azzurro e cosparsa di stelle d'oro. Affreschi religiosi come stelle di David, menorah, il Monte Sinai e i Dieci comandamenti, adornavano i muri. Nei quattro angoli erano disegnati quattro animali che richiamavano l'insegnamento del Pirkei Avot: "Sii forte come il leopardo, veloce come l'aquila, agile come cervo e coraggioso come il leone per fare la volontà del Padre vostro in cielo".
Una delle donazioni più generose pervenne da Pinchas Rosenberg, il sarto alla corte imperiale di San Pietroburgo. Il diario del rabbino Chaim haLevy, l'emissario inviato per raccogliere fondi a favore della sinagoga, riporta che Rosenberg precisò in dettaglio ciò per cui avrebbe dovuto essere destinato il suo denaro. Tra gli oggetti acquistati attraverso la sua donazione figuravano due grandi candelabri in bronzo; una menorah d'argento che "giunse miracolosamente al primo Tevet (1866) proprio in tempo per illuminare le ultime otto candele di Hanukkah" e una porta di ferro posta sotto l'arca per la custodia del candeliere. Stanziò inoltre fondi per la costruzione di una "recinzione in ferro battuto attorno al tetto sotto le finestre superiori, affinché vi sia una veranda su cui possano stare tutti i nostri fratelli che salgono in pellegrinaggio per vedere il nostro desolato tempio e anche una divisione per le donne della festa dei Tabernacoli e della Simchat Torah".

### Gli anni d'oro: 1864–1948

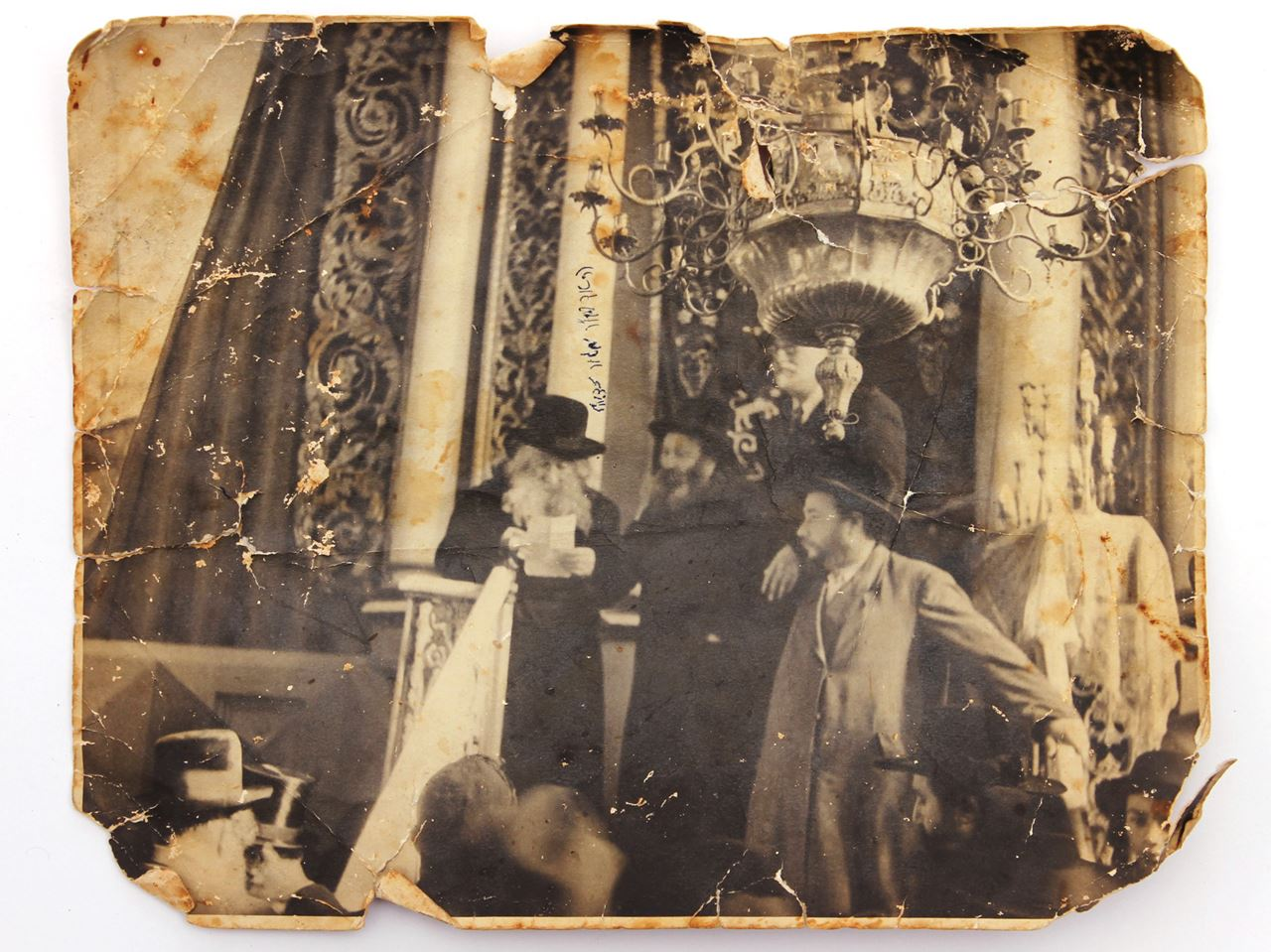
L'interno nel 1942.

Sin dal 1864, Hurva fu considerata la più bella e più importante sinagoga della terra di Israele. È stata descritta come "la gloria della Città Vecchia" nonché "l'edificio più impressionante in tutta la Palestina". Ospitò anche parte dell'Etz Chaim Yeshiva, la più grande yeshivah di Gerusalemme. Fu il fulcro della vita spirituale ebraica in città e fu sede dei rabbini ashkenaziti della Palestina e di Gerusalemme. Durante la sua visita in città nel 1866, Moses Montefiore si recò alla sinagoga, ponendo un involucro d'argento su uno dei rotoli della Torah. Quando la visitò nuovamente nel 1875, una folla di 3 000 ebrei si riunì per salutarlo. Il 3 febbraio 1901 si svolse un servizio commemorativo a favore della regina Vittoria, per la protezione concessa agli ebrei di Gerusalemme dalla Gran Bretagna. Il servizio fu presieduto dal rabbino capo ashkenazita, Shmuel Salant. Secondo una cronaca del tempo, il grande edificio era "pieno nella propria capacità e i poliziotti dovettero tenere fuori la folla, che cercavano di entrare a forza". Nel 1919 Benjamin Lee Gordon scrisse che la "sinagoga presentava un aspetto molto piacevole e dignitoso, ben illuminato dalle lampade acquistate da un certo signor Lichtenstein di Filadelfia". Nel 1921 Abraham Isaac Kook fu nominato rabbino capo della Palestina.

### La distruzione durante la guerra

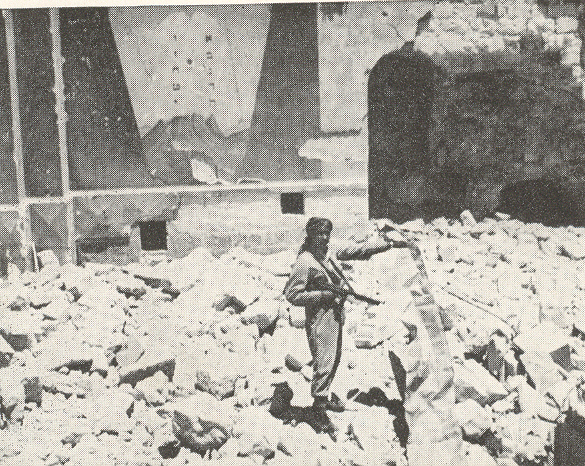
Un soldato della Legione Araba tra le rovine dell'Hurva. Dietro di lui, i resti del muro orientale mostrano un affresco del Monte Sinai e due tavole simboleggianti i Dieci comandamenti, giugno 1948.

Il 25 maggio 1948, durante la battaglia per la Città Vecchia, il maggiore Abdullah el-Tell, appartenente alla Legione Araba, scrisse a Otto Lehner della Croce Rossa e Mezzaluna Rossa Internazionale per avvertire che, se l'Haganah non avesse abbandonato le proprie posizioni all'interno della sinagoga e nel cortile adiacente, sarebbe stato costretto ad attaccarle. Moshe Russnak, comandante dell'Haganah nella Città Vecchia, ignorò la richiesta sapendo che se l'Hurva fosse caduta, la battaglia per il quartiere ebraico sarebbe stata perduta. Il 26 maggio 1948, la Legione araba giordana fece pervenire un ultimatum agli ebrei affinché rinunciassero alle loro posizioni entro 12 ore; in caso contrario l'Hurva sarebbe stata bombardata.
Il 27 maggio, el-Tell, in assenza di una risposta all'ultimatum, ordinò ai suoi uomini di conquistare Hurva entro mezzogiorno. Fawzi el-Kutub piazzò un barile da 200 litri di esplosivo presso la parete della sinagoga. L'esplosione squarciò il muro. Le truppe dell'Haganah combatterono invano per quarantacinque minuti cercando di impedire ai Legionari di entrare. Quando finalmente penetrarono nella sinagoga, cercarono di raggiungere la cima della cupola per issare la bandiera araba. Tre soldati vennero colpiti dai cecchini, ma il quarto riuscì nell'impresa.
Dopo averla conquistata, i legionari minarono l'edificio e lo fecero saltare in aria senza apparente motivo. L'esplosione ridusse l'edificio più sacro del quartiere, vecchio di 84 anni insieme all'adiacente Etz Chaim Yeshiva, in macerie. Oltre alla sinagoga, altri 57 luoghi di culto ebraici furono sistematicamente distrutti dai giordani dopo l'occupazione della città vecchia.

### Dopo il 1967: piani per la ricostruzione
Dopo la guerra dei Sei Giorni, nell'ambito della riabilitazione complessiva del quartiere ebraico, furono presi in considerazione numerosi progetti per la ricostruzione della sinagoga sull'antico sito. Molte figure religiose e politiche sostennero la proposta di ricostruzione originale "dove era, come era" in linea con il carattere religioso tradizionale dell'area. Tuttavia, la società per lo sviluppo del quartiere ebraico, si oppose fermamente. I progettisti e gli architetti israeliani coinvolti desideravano che l'edificio rispecchiasse l'identità occidentale. Inoltre, sebbene fosse possibile riprendere l'aspetto originale, né gli architetti né i muratori ritenevano di essere sufficientemente qualificati in quello stile costruttivo. La maggior parte delle pietre originali intagliate e gli elementi decorativi sopravvissuti erano stati rimossi, rendendo impossibile una vera e propria "ricostruzione".

### L'arco commemorativo

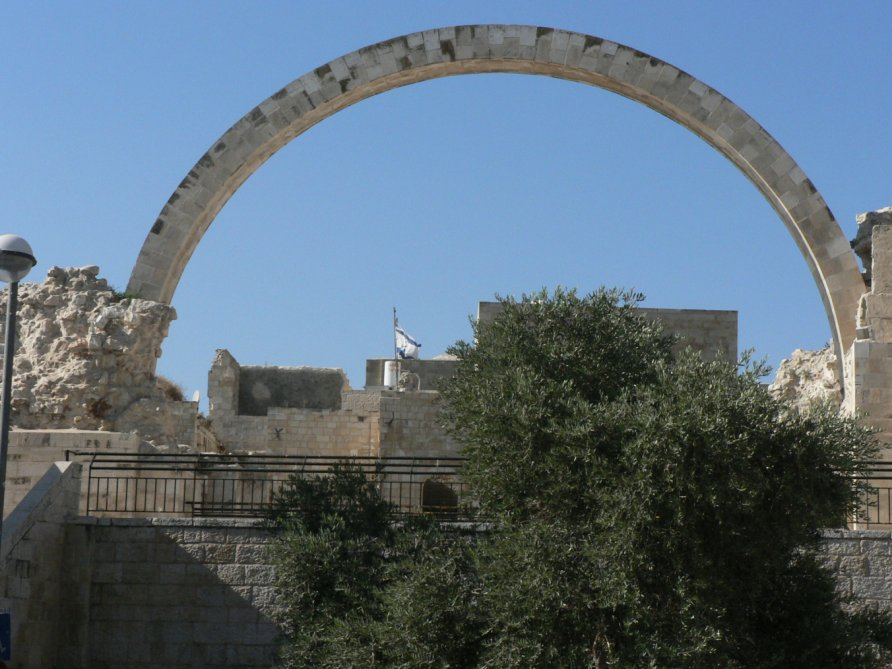
L'arco commemorativo, costruito nel 1977, dieci anni dopo la guerra dei sei giorni.

Poiché non fu possibile trovare una soluzione definita, nel 1977 fu ricreato uno dei quattro archi di pietra che originariamente sostenevano la cupola della sinagoga. Insieme ai resti dell'edificio alle placche commemorative rappresentava un ricordo dell'antica sinagoga e avrebbe dovuto simboleggiare l'intenzione di Israele di ricostruirla. L'altezza dell'edificio originale, compresa la cupola, era del 50% superiore a quella del nuovo arco, alto 16 m.
Le dispute riguardanti l'aspetto che avrebbe dovuto avere il nuovo edificio erano all'ordine del giorno. Un inglese di nome Charles Clore finanziò privatamente nuovi progetti. Tra il 1978 e il 1981 commissionò a Denys Lasdun, l'elaborazione di idee che aderissero più strettamente all'originale. I suoi progetti furono considerati insoddisfacenti e vennero respinti dal Primo Ministro Menachem Begin e dal Ministro degli Interni. Quando Clore, che avrebbe voluto vedere la sinagoga completata nel corso della propria vita, morì, sua figlia finanziò la creazione di uno dei pochi spazi aperti nel quartiere ebraico adiacente all'Hurva.
Hurva era presente in un francobollo del 1993 da 3.60 sicli per commemorare i 45 anni di indipendenza israeliana e il suo arco in un francobollo di Antigua di 1,20 dollari nel 1996. Tuttavia, nel 1996, l'arco temporaneo dell'Hurva aveva quasi trent'anni.

### La ricostruzione

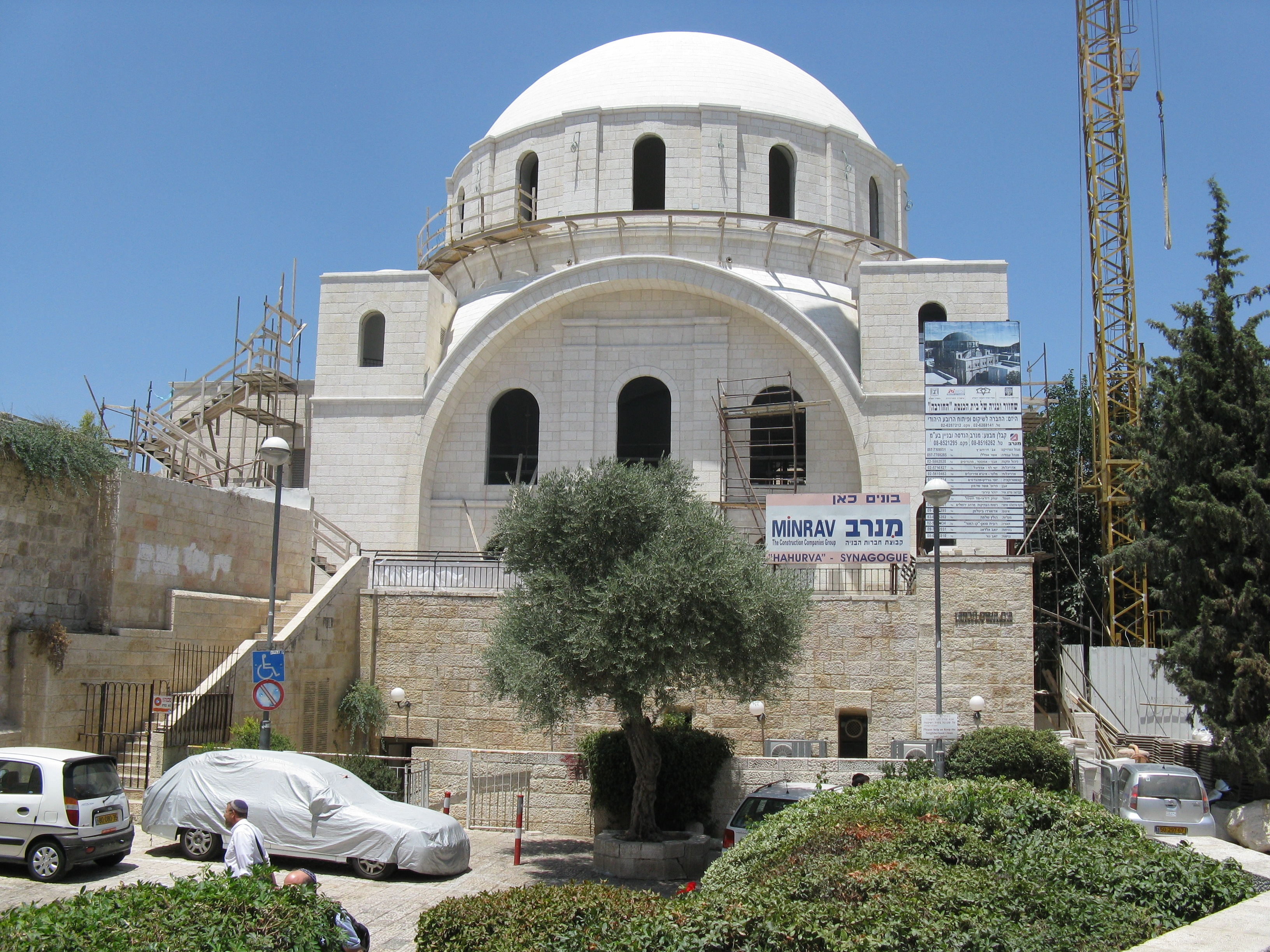
La sinagoga prossima al completamento, luglio 2009.

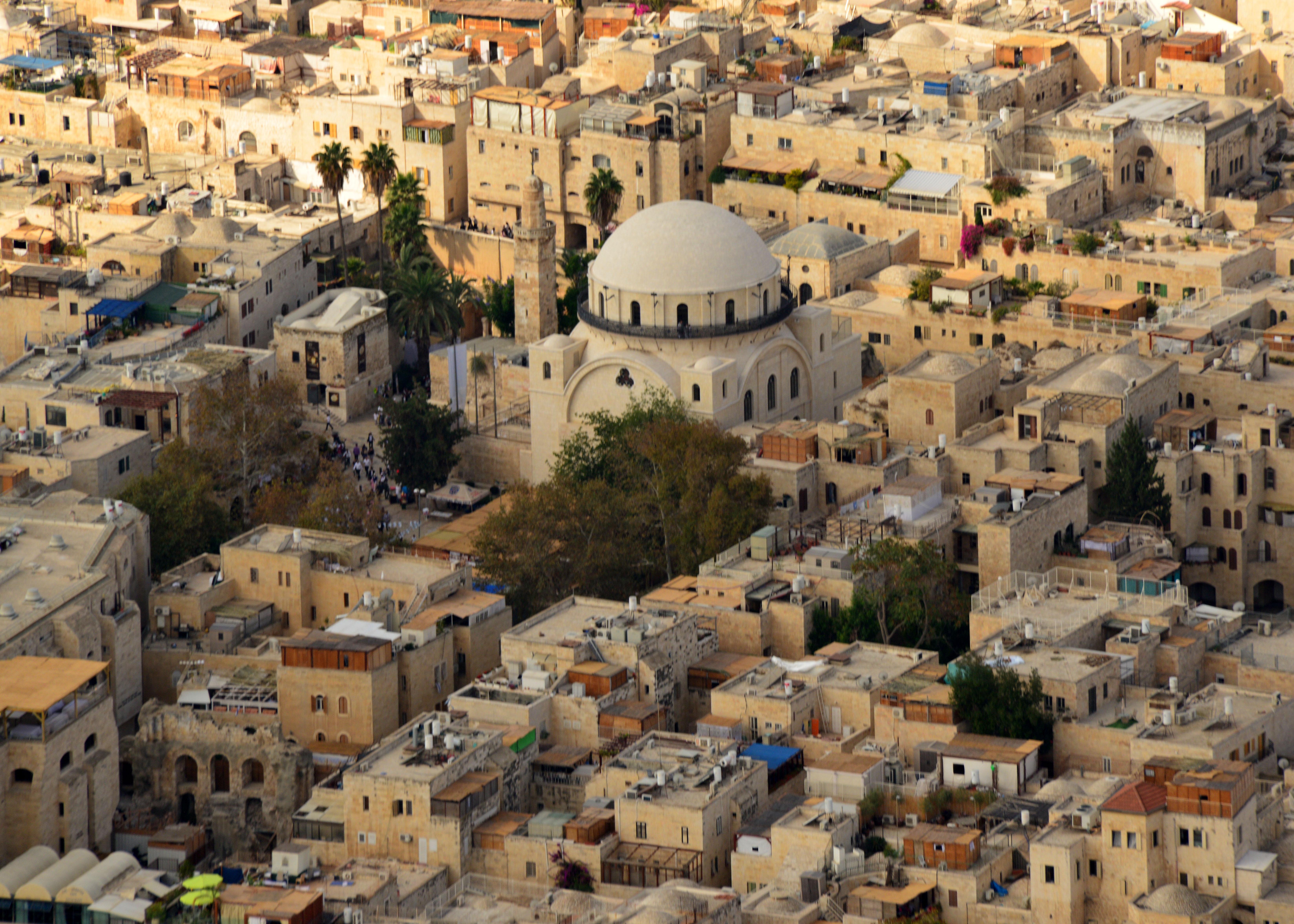
Vista aerea, 2014.

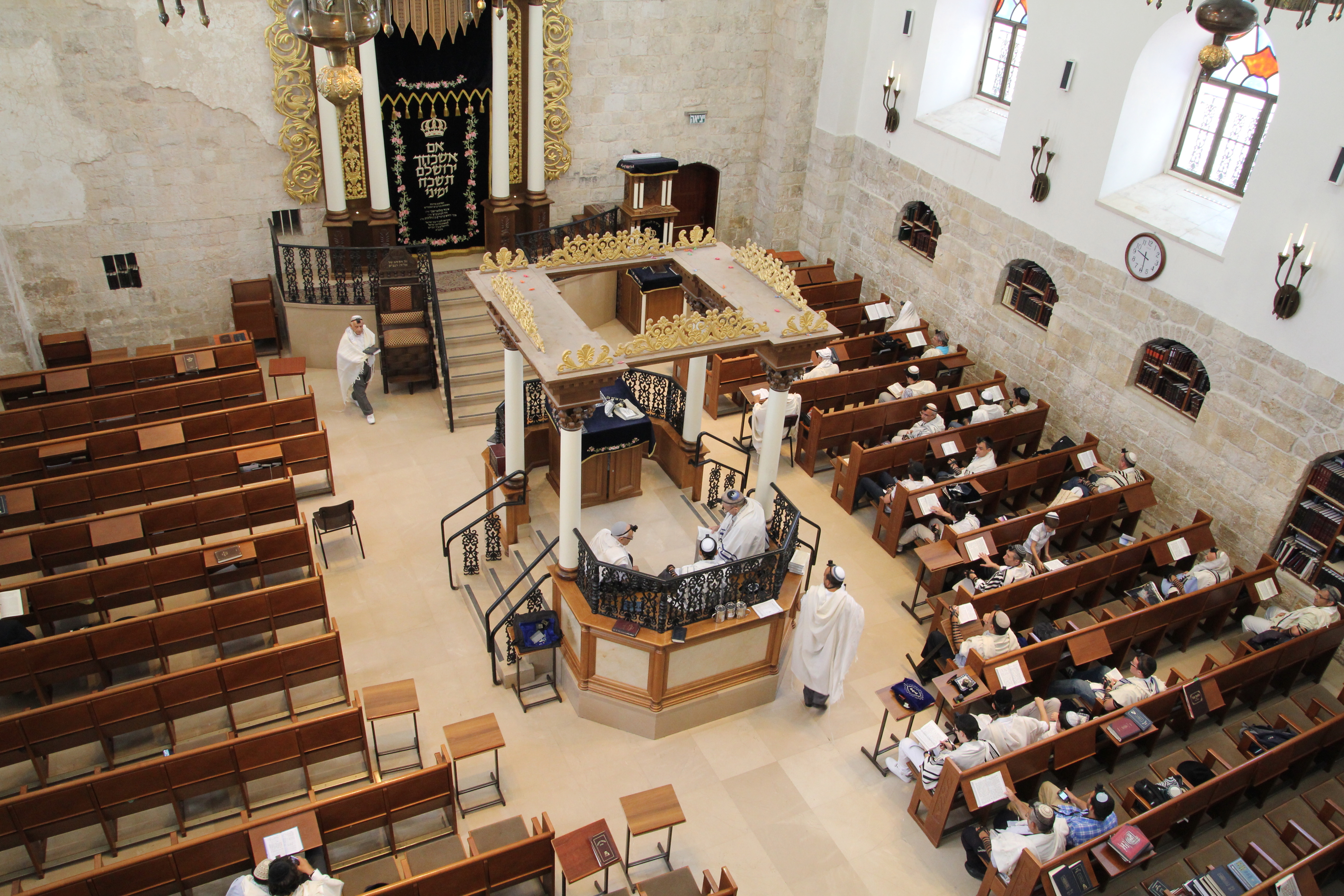
Vista dell'interno durante la preghiera del mattino, luglio 2013.

Il piano di ricostruzione della sinagoga nel suo stile originale del XIX secolo ricevette l'approvazione del governo israeliano nel 2000. Il progetto dell'architetto originario di Gerusalemme, Nahum Meltzer, che propoponeva di ricostruire la sinagoga nel suo originale stile ottomano, fu consegnato alla commissione. Meltzer dichiarò che "sia per rispetto alla memoria storica del popolo ebraico che per rispetto alla zona abitata della Città Vecchia, è conveniente per noi ripristinare la gloria perduta e ricostruire la Sinagoga Hurva come era". La società che si occupava dello sviluppo del quartiere ebraico - finanziata da Israele sotto la guida di Dov Kalmanovich - convinse il governo a stanziare 6,2 milioni di dollari (24 milioni di sicli), circa l'85% del costo, lasciando a donatori privati l'onere di coprire il resto. Alla fine, il governo contribuì con solamente 11 milioni di sicli, mentre il resto venne donato da un imprenditore e filantropo ebreo ucraino, Vadim Rabinovitch.
Nel 2002 la zecca di Israele emise una serie di medaglie rappresentanti la sinagoga per pubblicizzare l'inizio della ricostruzione. Dopo una ricerca storica completa, le opere di ricostruzione ebbero inizio nel 2005 e il 15 febbraio 2007 Simcha HaKohen Kook di Rehovot venne nominato rabbino, una nomina approvata dai principali rabbini, tra cui Yosef Shalom Eliashiv. Il 15 aprile 2008 una manifestazione celebrò l'inserimento della pietra miliare nella cupola della sinagoga.
Durante la costruzione si accese un dibattito su quale tipo di edificio dovesse essere la nuova Hurva. I nazionalisti e gli estremisti religiosi si opposero alla creazione di un'altra sinagoga nella Città Vecchia e vollero che il sito diventasse un museo sulla storia del quartiere ebraico e videro la precoce nomina di Kook a rabbino come una mossa per prevenire la nomina di rabbino ortodosso che avrebbe potuto essere disponibile ad un diverso utilizzo del sito. Il rabbino del quartiere ebraico, Avigdor Nebenzahl, chiarì la propria volontà che l'edificio fosse una sinagoga e una casa di studio.

### L'inaugurazione
La nuova sinagoga Hurva fu ufficialmente inaugurata il 15 marzo 2010 alla presenza delle istituzioni israeliane e dei rabbini principali. Il giorno prima, centinaia di persone avevano accompagnato il nuovo rotolo della Torah nella sinagoga. Alcuni leader palestinesi affermarono che la consacrazione della sinagoga dimostrava l'intento di Israele di distruggere i luoghi sacri ai musulmani sul monte del Tempio e sostituirli con il Terzo Tempio. Il funzionario di Fatah, Khatem Abd el-Khader definì la ristrutturazione dell'Hurva una provocazione e avvertì Israele che stava giocando con il fuoco e invitò i palestinesi a "convergere su Al-Aqsa per salvarla". Khaled Mesh'al di Hamas definì l'apertura della sinagoga come "una dichiarazione di guerra" e la definì una "falsificazione della storia e dei monumenti religiosi e storici di Gerusalemme". Temendo disordini, oltre 3 000 poliziotti furono dispiegati durante la cerimonia di consacrazione. L'Organizzazione della cooperazione islamica affermò che la riapertura rischiava di "trascinare la regione in una guerra religiosa" e sostenne che l'edificio sorgeva su una terra del waqf islamico. Il governo giordano condannò la mossa affermando di "rifiutare categoricamente la riconsacrazione della sinagoga Hurva e di tutte le altre misure unilaterali israeliane nella Gerusalemme orientale occupata poiché contravvengono alla legittimità internazionale". L'Iran sollecitò la comunità internazionale a dare una risposta alla riapertura e un portavoce del ministero degli Esteri definì la mossa una "catastrofe che ha disturbato il mondo islamico". I funzionari israeliani ribadirono che i timori arabi di una presa del monte del Tempio erano basati su voci e il primo ministro israeliano Benjamin Netanyahu diramò un messaggio che auspicava pacifica convivenza. Il Dipartimento di Stato degli Stati Uniti criticò i palestinesi per aver alimentato le tensioni. Il giorno dopo la celebrazione, si verificarono scontri tra arabi e polizia israeliana a Gerusalemme est dopo che alcuni gruppi palestinesi proclamarono un cosiddetto "giorno di rabbia".